# Hebron Gate
Albums de Groundation
Each One Teach One
(2001) Dragon War
(2003)
Hebron Gate, sorti en 2002, est le troisième album du groupe de reggae californien Groundation.

## Liste des chansons
| 1.    | Jah Jah Know        | 6:03 |
| 2.    | Babylon Rule Dem    | 7:03 |
| 3.    | Silver Tongue Show  | 6:08 |
| 4.    | Weeping Pirates     | 6:43 |
| 5.    | Picture on the Wall | 6:10 |
| 6.    | Something More      | 4:53 |
| 7.    | Hebron              | 5:09 |
| 8.    | Freedom Taking Over | 6:02 |
| 9.    | Undivided           | 5:52 |
| 54:19 |                     |      |